# Tetrapodophis
Tetrapodophis amplectus
Genre
Espèce
Tetrapodophis est un genre éteint de squamates ophidiens, datant de l'Aptien (Crétacé inférieur), soit il y a environ 120 Ma (millions d'années), et découvert à l'état fossile au Brésil.
L'attribution du genre au groupe des serpents (ophidiens) est remise en cause par certains paléontologues.

## Historique
L'espèce type et seule espèce rattachée au genre est Tetrapodophis amplectus, décrite en 2015 par Martill et al. à partir d'un squelette fossile quasi complet (référencé : BMMS BK 2-2) « re-découvert » dans un bloc calcaire au Bürgermeister Müller Museum de Solnhofen en Bavière.
Ce fossile était archivé dans le musée allemand comme « fossile inconnu » jusqu'à ce qu'il attire l'attention du paléontologue britannique David Martill. Il détermina par la suite que ce fossile provenait de la formation géologique de Crato du Crétacé inférieur de la région de Ceará au Brésil.

## Description
Tetrapodophis présente la particularité d'avoir de petits membres antérieurs et postérieurs bien développés (quatre pattes fonctionnelles comme son nom l'indique),. C'est une caractéristique que l'on retrouve chez aucun autre serpent actuel ou fossile.
Ces caractéristiques sont toutefois très proches de celles des serpents actuels, avec un corps très allongé, une queue courte, des écailles larges sur le ventre, un crâne étiré avec un museau court et long, des mâchoires incurvées et des dents crochues tranchantes. D'autres caractéristiques telles que des vertèbres à épines neurales courtes suggèrent que Tetrapodophis était adapté à l'enfouissement, étayant l'hypothèse selon laquelle les serpents ont évolué dans les environnements terrestres. Elles suggèrent également que ce serpent « devait se déplacer par propulsion ondulatoire, ses membres graciles jouant peu ou pas de rôle dans la locomotion, mais pourraient par contre avoir été utilisés lors de l’accouplement ou pour saisir des proies (le contenu gastrique fossilisé de l’animal indique qu’il se nourrissait de petits vertébrés) ».

## Paléobiologie
L'holotype BMMS BK 2-2 contient des fragments d'os fossiles d'un autre animal au niveau de son intestin. Ceci indique que Tetrapodophis était carnivore comme la plupart des autres serpents.

## Classification

### Cladogramme
Le cladogramme issu de l'analyse phylogénétique réalisée par les inventeurs de l'espèce en 2015, indique la position assez basale de Tetrapodophis amplectus au sein du clade des ophidiens :
|  | †Tetrapodophis amplectus  |
|  |                           |
|  | †Coniophis precedens (de) |
|  |                           |

|  | †Haasiophis terrasanctus (en)                                                           |
|  |                                                                                         |
|  | \| \| †Euopodophis descouensi \| \| \| \| \| \| †Pachyrhachis problematicus \| \| \| \| |
|  |                                                                                         |
|  | †Euopodophis descouensi                                                                 |
|  |                                                                                         |
|  | †Pachyrhachis problematicus                                                             |
|  |                                                                                         |

|  | †Euopodophis descouensi     |
|  |                             |
|  | †Pachyrhachis problematicus |
|  |                             |

|  | †Haasiophis terrasanctus (en)                                                           |
|  |                                                                                         |
|  | \| \| †Euopodophis descouensi \| \| \| \| \| \| †Pachyrhachis problematicus \| \| \| \| |
|  |                                                                                         |
|  | †Euopodophis descouensi                                                                 |
|  |                                                                                         |
|  | †Pachyrhachis problematicus                                                             |
|  |                                                                                         |

|  | †Euopodophis descouensi     |
|  |                             |
|  | †Pachyrhachis problematicus |
|  |                             |

|  | †Haasiophis terrasanctus (en)                                                           |
|  |                                                                                         |
|  | \| \| †Euopodophis descouensi \| \| \| \| \| \| †Pachyrhachis problematicus \| \| \| \| |
|  |                                                                                         |
|  | †Euopodophis descouensi                                                                 |
|  |                                                                                         |
|  | †Pachyrhachis problematicus                                                             |
|  |                                                                                         |

|  | †Euopodophis descouensi     |
|  |                             |
|  | †Pachyrhachis problematicus |
|  |                             |

|  | †Haasiophis terrasanctus (en)                                                           |
|  |                                                                                         |
|  | \| \| †Euopodophis descouensi \| \| \| \| \| \| †Pachyrhachis problematicus \| \| \| \| |
|  |                                                                                         |
|  | †Euopodophis descouensi                                                                 |
|  |                                                                                         |
|  | †Pachyrhachis problematicus                                                             |
|  |                                                                                         |

|  | †Euopodophis descouensi     |
|  |                             |
|  | †Pachyrhachis problematicus |
|  |                             |

|  | †Haasiophis terrasanctus (en)                                                           |
|  |                                                                                         |
|  | \| \| †Euopodophis descouensi \| \| \| \| \| \| †Pachyrhachis problematicus \| \| \| \| |
|  |                                                                                         |
|  | †Euopodophis descouensi                                                                 |
|  |                                                                                         |
|  | †Pachyrhachis problematicus                                                             |
|  |                                                                                         |

|  | †Euopodophis descouensi     |
|  |                             |
|  | †Pachyrhachis problematicus |
|  |                             |

|  | †Haasiophis terrasanctus (en)                                                           |
|  |                                                                                         |
|  | \| \| †Euopodophis descouensi \| \| \| \| \| \| †Pachyrhachis problematicus \| \| \| \| |
|  |                                                                                         |
|  | †Euopodophis descouensi                                                                 |
|  |                                                                                         |
|  | †Pachyrhachis problematicus                                                             |
|  |                                                                                         |

|  | †Euopodophis descouensi     |
|  |                             |
|  | †Pachyrhachis problematicus |
|  |                             |

|  | †Haasiophis terrasanctus (en)                                                           |
|  |                                                                                         |
|  | \| \| †Euopodophis descouensi \| \| \| \| \| \| †Pachyrhachis problematicus \| \| \| \| |
|  |                                                                                         |
|  | †Euopodophis descouensi                                                                 |
|  |                                                                                         |
|  | †Pachyrhachis problematicus                                                             |
|  |                                                                                         |

|  | †Euopodophis descouensi     |
|  |                             |
|  | †Pachyrhachis problematicus |
|  |                             |

|  | †Haasiophis terrasanctus (en)                                                           |
|  |                                                                                         |
|  | \| \| †Euopodophis descouensi \| \| \| \| \| \| †Pachyrhachis problematicus \| \| \| \| |
|  |                                                                                         |
|  | †Euopodophis descouensi                                                                 |
|  |                                                                                         |
|  | †Pachyrhachis problematicus                                                             |
|  |                                                                                         |

|  | †Euopodophis descouensi     |
|  |                             |
|  | †Pachyrhachis problematicus |
|  |                             |

|  | †Haasiophis terrasanctus (en)                                                           |
|  |                                                                                         |
|  | \| \| †Euopodophis descouensi \| \| \| \| \| \| †Pachyrhachis problematicus \| \| \| \| |
|  |                                                                                         |
|  | †Euopodophis descouensi                                                                 |
|  |                                                                                         |
|  | †Pachyrhachis problematicus                                                             |
|  |                                                                                         |

|  | †Euopodophis descouensi     |
|  |                             |
|  | †Pachyrhachis problematicus |
|  |                             |

|  | †Haasiophis terrasanctus (en)                                                           |
|  |                                                                                         |
|  | \| \| †Euopodophis descouensi \| \| \| \| \| \| †Pachyrhachis problematicus \| \| \| \| |
|  |                                                                                         |
|  | †Euopodophis descouensi                                                                 |
|  |                                                                                         |
|  | †Pachyrhachis problematicus                                                             |
|  |                                                                                         |

|  | †Euopodophis descouensi     |
|  |                             |
|  | †Pachyrhachis problematicus |
|  |                             |

|  | †Haasiophis terrasanctus (en)                                                           |
|  |                                                                                         |
|  | \| \| †Euopodophis descouensi \| \| \| \| \| \| †Pachyrhachis problematicus \| \| \| \| |
|  |                                                                                         |
|  | †Euopodophis descouensi                                                                 |
|  |                                                                                         |
|  | †Pachyrhachis problematicus                                                             |
|  |                                                                                         |

|  | †Euopodophis descouensi     |
|  |                             |
|  | †Pachyrhachis problematicus |
|  |                             |

|  | †Haasiophis terrasanctus (en)                                                           |
|  |                                                                                         |
|  | \| \| †Euopodophis descouensi \| \| \| \| \| \| †Pachyrhachis problematicus \| \| \| \| |
|  |                                                                                         |
|  | †Euopodophis descouensi                                                                 |
|  |                                                                                         |
|  | †Pachyrhachis problematicus                                                             |
|  |                                                                                         |

|  | †Euopodophis descouensi     |
|  |                             |
|  | †Pachyrhachis problematicus |
|  |                             |

|  | †Haasiophis terrasanctus (en)                                                           |
|  |                                                                                         |
|  | \| \| †Euopodophis descouensi \| \| \| \| \| \| †Pachyrhachis problematicus \| \| \| \| |
|  |                                                                                         |
|  | †Euopodophis descouensi                                                                 |
|  |                                                                                         |
|  | †Pachyrhachis problematicus                                                             |
|  |                                                                                         |

|  | †Euopodophis descouensi     |
|  |                             |
|  | †Pachyrhachis problematicus |
|  |                             |

|  | †Haasiophis terrasanctus (en)                                                           |
|  |                                                                                         |
|  | \| \| †Euopodophis descouensi \| \| \| \| \| \| †Pachyrhachis problematicus \| \| \| \| |
|  |                                                                                         |
|  | †Euopodophis descouensi                                                                 |
|  |                                                                                         |
|  | †Pachyrhachis problematicus                                                             |
|  |                                                                                         |

|  | †Euopodophis descouensi     |
|  |                             |
|  | †Pachyrhachis problematicus |
|  |                             |

|  | †Haasiophis terrasanctus (en)                                                           |
|  |                                                                                         |
|  | \| \| †Euopodophis descouensi \| \| \| \| \| \| †Pachyrhachis problematicus \| \| \| \| |
|  |                                                                                         |
|  | †Euopodophis descouensi                                                                 |
|  |                                                                                         |
|  | †Pachyrhachis problematicus                                                             |
|  |                                                                                         |

|  | †Euopodophis descouensi     |
|  |                             |
|  | †Pachyrhachis problematicus |
|  |                             |

|  | †Haasiophis terrasanctus (en)                                                           |
|  |                                                                                         |
|  | \| \| †Euopodophis descouensi \| \| \| \| \| \| †Pachyrhachis problematicus \| \| \| \| |
|  |                                                                                         |
|  | †Euopodophis descouensi                                                                 |
|  |                                                                                         |
|  | †Pachyrhachis problematicus                                                             |
|  |                                                                                         |

|  | †Euopodophis descouensi     |
|  |                             |
|  | †Pachyrhachis problematicus |
|  |                             |

|  | †Haasiophis terrasanctus (en)                                                           |
|  |                                                                                         |
|  | \| \| †Euopodophis descouensi \| \| \| \| \| \| †Pachyrhachis problematicus \| \| \| \| |
|  |                                                                                         |
|  | †Euopodophis descouensi                                                                 |
|  |                                                                                         |
|  | †Pachyrhachis problematicus                                                             |
|  |                                                                                         |

|  | †Euopodophis descouensi     |
|  |                             |
|  | †Pachyrhachis problematicus |
|  |                             |

|  | †Haasiophis terrasanctus (en)                                                           |
|  |                                                                                         |
|  | \| \| †Euopodophis descouensi \| \| \| \| \| \| †Pachyrhachis problematicus \| \| \| \| |
|  |                                                                                         |
|  | †Euopodophis descouensi                                                                 |
|  |                                                                                         |
|  | †Pachyrhachis problematicus                                                             |
|  |                                                                                         |

|  | †Euopodophis descouensi     |
|  |                             |
|  | †Pachyrhachis problematicus |
|  |                             |

|  | †Haasiophis terrasanctus (en)                                                           |
|  |                                                                                         |
|  | \| \| †Euopodophis descouensi \| \| \| \| \| \| †Pachyrhachis problematicus \| \| \| \| |
|  |                                                                                         |
|  | †Euopodophis descouensi                                                                 |
|  |                                                                                         |
|  | †Pachyrhachis problematicus                                                             |
|  |                                                                                         |

|  | †Euopodophis descouensi     |
|  |                             |
|  | †Pachyrhachis problematicus |
|  |                             |

|  | †Haasiophis terrasanctus (en)                                                           |
|  |                                                                                         |
|  | \| \| †Euopodophis descouensi \| \| \| \| \| \| †Pachyrhachis problematicus \| \| \| \| |
|  |                                                                                         |
|  | †Euopodophis descouensi                                                                 |
|  |                                                                                         |
|  | †Pachyrhachis problematicus                                                             |
|  |                                                                                         |

|  | †Euopodophis descouensi     |
|  |                             |
|  | †Pachyrhachis problematicus |
|  |                             |

|  | †Haasiophis terrasanctus (en)                                                           |
|  |                                                                                         |
|  | \| \| †Euopodophis descouensi \| \| \| \| \| \| †Pachyrhachis problematicus \| \| \| \| |
|  |                                                                                         |
|  | †Euopodophis descouensi                                                                 |
|  |                                                                                         |
|  | †Pachyrhachis problematicus                                                             |
|  |                                                                                         |

|  | †Euopodophis descouensi     |
|  |                             |
|  | †Pachyrhachis problematicus |
|  |                             |

|  | †Haasiophis terrasanctus (en)                                                           |
|  |                                                                                         |
|  | \| \| †Euopodophis descouensi \| \| \| \| \| \| †Pachyrhachis problematicus \| \| \| \| |
|  |                                                                                         |
|  | †Euopodophis descouensi                                                                 |
|  |                                                                                         |
|  | †Pachyrhachis problematicus                                                             |
|  |                                                                                         |

|  | †Euopodophis descouensi     |
|  |                             |
|  | †Pachyrhachis problematicus |
|  |                             |

|  | †Haasiophis terrasanctus (en)                                                           |
|  |                                                                                         |
|  | \| \| †Euopodophis descouensi \| \| \| \| \| \| †Pachyrhachis problematicus \| \| \| \| |
|  |                                                                                         |
|  | †Euopodophis descouensi                                                                 |
|  |                                                                                         |
|  | †Pachyrhachis problematicus                                                             |
|  |                                                                                         |

|  | †Euopodophis descouensi     |
|  |                             |
|  | †Pachyrhachis problematicus |
|  |                             |

|  | †Haasiophis terrasanctus (en)                                                           |
|  |                                                                                         |
|  | \| \| †Euopodophis descouensi \| \| \| \| \| \| †Pachyrhachis problematicus \| \| \| \| |
|  |                                                                                         |
|  | †Euopodophis descouensi                                                                 |
|  |                                                                                         |
|  | †Pachyrhachis problematicus                                                             |
|  |                                                                                         |

|  | †Euopodophis descouensi     |
|  |                             |
|  | †Pachyrhachis problematicus |
|  |                             |

|  | †Haasiophis terrasanctus (en)                                                           |
|  |                                                                                         |
|  | \| \| †Euopodophis descouensi \| \| \| \| \| \| †Pachyrhachis problematicus \| \| \| \| |
|  |                                                                                         |
|  | †Euopodophis descouensi                                                                 |
|  |                                                                                         |
|  | †Pachyrhachis problematicus                                                             |
|  |                                                                                         |

|  | †Euopodophis descouensi     |
|  |                             |
|  | †Pachyrhachis problematicus |
|  |                             |

|  | †Haasiophis terrasanctus (en)                                                           |
|  |                                                                                         |
|  | \| \| †Euopodophis descouensi \| \| \| \| \| \| †Pachyrhachis problematicus \| \| \| \| |
|  |                                                                                         |
|  | †Euopodophis descouensi                                                                 |
|  |                                                                                         |
|  | †Pachyrhachis problematicus                                                             |
|  |                                                                                         |

|  | †Euopodophis descouensi     |
|  |                             |
|  | †Pachyrhachis problematicus |
|  |                             |

|  | †Haasiophis terrasanctus (en)                                                           |
|  |                                                                                         |
|  | \| \| †Euopodophis descouensi \| \| \| \| \| \| †Pachyrhachis problematicus \| \| \| \| |
|  |                                                                                         |
|  | †Euopodophis descouensi                                                                 |
|  |                                                                                         |
|  | †Pachyrhachis problematicus                                                             |
|  |                                                                                         |

|  | †Euopodophis descouensi     |
|  |                             |
|  | †Pachyrhachis problematicus |
|  |                             |

|  | †Haasiophis terrasanctus (en)                                                           |
|  |                                                                                         |
|  | \| \| †Euopodophis descouensi \| \| \| \| \| \| †Pachyrhachis problematicus \| \| \| \| |
|  |                                                                                         |
|  | †Euopodophis descouensi                                                                 |
|  |                                                                                         |
|  | †Pachyrhachis problematicus                                                             |
|  |                                                                                         |

|  | †Euopodophis descouensi     |
|  |                             |
|  | †Pachyrhachis problematicus |
|  |                             |

|  | †Haasiophis terrasanctus (en)                                                           |
|  |                                                                                         |
|  | \| \| †Euopodophis descouensi \| \| \| \| \| \| †Pachyrhachis problematicus \| \| \| \| |
|  |                                                                                         |
|  | †Euopodophis descouensi                                                                 |
|  |                                                                                         |
|  | †Pachyrhachis problematicus                                                             |
|  |                                                                                         |

|  | †Euopodophis descouensi     |
|  |                             |
|  | †Pachyrhachis problematicus |
|  |                             |

|  | †Haasiophis terrasanctus (en)                                                           |
|  |                                                                                         |
|  | \| \| †Euopodophis descouensi \| \| \| \| \| \| †Pachyrhachis problematicus \| \| \| \| |
|  |                                                                                         |
|  | †Euopodophis descouensi                                                                 |
|  |                                                                                         |
|  | †Pachyrhachis problematicus                                                             |
|  |                                                                                         |

|  | †Euopodophis descouensi     |
|  |                             |
|  | †Pachyrhachis problematicus |
|  |                             |

|  | †Haasiophis terrasanctus (en)                                                           |
|  |                                                                                         |
|  | \| \| †Euopodophis descouensi \| \| \| \| \| \| †Pachyrhachis problematicus \| \| \| \| |
|  |                                                                                         |
|  | †Euopodophis descouensi                                                                 |
|  |                                                                                         |
|  | †Pachyrhachis problematicus                                                             |
|  |                                                                                         |

|  | †Euopodophis descouensi     |
|  |                             |
|  | †Pachyrhachis problematicus |
|  |                             |

|  | †Haasiophis terrasanctus (en)                                                           |
|  |                                                                                         |
|  | \| \| †Euopodophis descouensi \| \| \| \| \| \| †Pachyrhachis problematicus \| \| \| \| |
|  |                                                                                         |
|  | †Euopodophis descouensi                                                                 |
|  |                                                                                         |
|  | †Pachyrhachis problematicus                                                             |
|  |                                                                                         |

|  | †Euopodophis descouensi     |
|  |                             |
|  | †Pachyrhachis problematicus |
|  |                             |

|  | †Tetrapodophis amplectus  |
|  |                           |
|  | †Coniophis precedens (de) |
|  |                           |

|  | †Haasiophis terrasanctus (en)                                                           |
|  |                                                                                         |
|  | \| \| †Euopodophis descouensi \| \| \| \| \| \| †Pachyrhachis problematicus \| \| \| \| |
|  |                                                                                         |
|  | †Euopodophis descouensi                                                                 |
|  |                                                                                         |
|  | †Pachyrhachis problematicus                                                             |
|  |                                                                                         |

|  | †Euopodophis descouensi     |
|  |                             |
|  | †Pachyrhachis problematicus |
|  |                             |

|  | †Haasiophis terrasanctus (en)                                                           |
|  |                                                                                         |
|  | \| \| †Euopodophis descouensi \| \| \| \| \| \| †Pachyrhachis problematicus \| \| \| \| |
|  |                                                                                         |
|  | †Euopodophis descouensi                                                                 |
|  |                                                                                         |
|  | †Pachyrhachis problematicus                                                             |
|  |                                                                                         |

|  | †Euopodophis descouensi     |
|  |                             |
|  | †Pachyrhachis problematicus |
|  |                             |

|  | †Haasiophis terrasanctus (en)                                                           |
|  |                                                                                         |
|  | \| \| †Euopodophis descouensi \| \| \| \| \| \| †Pachyrhachis problematicus \| \| \| \| |
|  |                                                                                         |
|  | †Euopodophis descouensi                                                                 |
|  |                                                                                         |
|  | †Pachyrhachis problematicus                                                             |
|  |                                                                                         |

|  | †Euopodophis descouensi     |
|  |                             |
|  | †Pachyrhachis problematicus |
|  |                             |

|  | †Haasiophis terrasanctus (en)                                                           |
|  |                                                                                         |
|  | \| \| †Euopodophis descouensi \| \| \| \| \| \| †Pachyrhachis problematicus \| \| \| \| |
|  |                                                                                         |
|  | †Euopodophis descouensi                                                                 |
|  |                                                                                         |
|  | †Pachyrhachis problematicus                                                             |
|  |                                                                                         |

|  | †Euopodophis descouensi     |
|  |                             |
|  | †Pachyrhachis problematicus |
|  |                             |

|  | †Haasiophis terrasanctus (en)                                                           |
|  |                                                                                         |
|  | \| \| †Euopodophis descouensi \| \| \| \| \| \| †Pachyrhachis problematicus \| \| \| \| |
|  |                                                                                         |
|  | †Euopodophis descouensi                                                                 |
|  |                                                                                         |
|  | †Pachyrhachis problematicus                                                             |
|  |                                                                                         |

|  | †Euopodophis descouensi     |
|  |                             |
|  | †Pachyrhachis problematicus |
|  |                             |

|  | †Haasiophis terrasanctus (en)                                                           |
|  |                                                                                         |
|  | \| \| †Euopodophis descouensi \| \| \| \| \| \| †Pachyrhachis problematicus \| \| \| \| |
|  |                                                                                         |
|  | †Euopodophis descouensi                                                                 |
|  |                                                                                         |
|  | †Pachyrhachis problematicus                                                             |
|  |                                                                                         |

|  | †Euopodophis descouensi     |
|  |                             |
|  | †Pachyrhachis problematicus |
|  |                             |

|  | †Haasiophis terrasanctus (en)                                                           |
|  |                                                                                         |
|  | \| \| †Euopodophis descouensi \| \| \| \| \| \| †Pachyrhachis problematicus \| \| \| \| |
|  |                                                                                         |
|  | †Euopodophis descouensi                                                                 |
|  |                                                                                         |
|  | †Pachyrhachis problematicus                                                             |
|  |                                                                                         |

|  | †Euopodophis descouensi     |
|  |                             |
|  | †Pachyrhachis problematicus |
|  |                             |

|  | †Haasiophis terrasanctus (en)                                                           |
|  |                                                                                         |
|  | \| \| †Euopodophis descouensi \| \| \| \| \| \| †Pachyrhachis problematicus \| \| \| \| |
|  |                                                                                         |
|  | †Euopodophis descouensi                                                                 |
|  |                                                                                         |
|  | †Pachyrhachis problematicus                                                             |
|  |                                                                                         |

|  | †Euopodophis descouensi     |
|  |                             |
|  | †Pachyrhachis problematicus |
|  |                             |

|  | †Haasiophis terrasanctus (en)                                                           |
|  |                                                                                         |
|  | \| \| †Euopodophis descouensi \| \| \| \| \| \| †Pachyrhachis problematicus \| \| \| \| |
|  |                                                                                         |
|  | †Euopodophis descouensi                                                                 |
|  |                                                                                         |
|  | †Pachyrhachis problematicus                                                             |
|  |                                                                                         |

|  | †Euopodophis descouensi     |
|  |                             |
|  | †Pachyrhachis problematicus |
|  |                             |

|  | †Haasiophis terrasanctus (en)                                                           |
|  |                                                                                         |
|  | \| \| †Euopodophis descouensi \| \| \| \| \| \| †Pachyrhachis problematicus \| \| \| \| |
|  |                                                                                         |
|  | †Euopodophis descouensi                                                                 |
|  |                                                                                         |
|  | †Pachyrhachis problematicus                                                             |
|  |                                                                                         |

|  | †Euopodophis descouensi     |
|  |                             |
|  | †Pachyrhachis problematicus |
|  |                             |

|  | †Haasiophis terrasanctus (en)                                                           |
|  |                                                                                         |
|  | \| \| †Euopodophis descouensi \| \| \| \| \| \| †Pachyrhachis problematicus \| \| \| \| |
|  |                                                                                         |
|  | †Euopodophis descouensi                                                                 |
|  |                                                                                         |
|  | †Pachyrhachis problematicus                                                             |
|  |                                                                                         |

|  | †Euopodophis descouensi     |
|  |                             |
|  | †Pachyrhachis problematicus |
|  |                             |

|  | †Haasiophis terrasanctus (en)                                                           |
|  |                                                                                         |
|  | \| \| †Euopodophis descouensi \| \| \| \| \| \| †Pachyrhachis problematicus \| \| \| \| |
|  |                                                                                         |
|  | †Euopodophis descouensi                                                                 |
|  |                                                                                         |
|  | †Pachyrhachis problematicus                                                             |
|  |                                                                                         |

|  | †Euopodophis descouensi     |
|  |                             |
|  | †Pachyrhachis problematicus |
|  |                             |

|  | †Haasiophis terrasanctus (en)                                                           |
|  |                                                                                         |
|  | \| \| †Euopodophis descouensi \| \| \| \| \| \| †Pachyrhachis problematicus \| \| \| \| |
|  |                                                                                         |
|  | †Euopodophis descouensi                                                                 |
|  |                                                                                         |
|  | †Pachyrhachis problematicus                                                             |
|  |                                                                                         |

|  | †Euopodophis descouensi     |
|  |                             |
|  | †Pachyrhachis problematicus |
|  |                             |

|  | †Haasiophis terrasanctus (en)                                                           |
|  |                                                                                         |
|  | \| \| †Euopodophis descouensi \| \| \| \| \| \| †Pachyrhachis problematicus \| \| \| \| |
|  |                                                                                         |
|  | †Euopodophis descouensi                                                                 |
|  |                                                                                         |
|  | †Pachyrhachis problematicus                                                             |
|  |                                                                                         |

|  | †Euopodophis descouensi     |
|  |                             |
|  | †Pachyrhachis problematicus |
|  |                             |

|  | †Haasiophis terrasanctus (en)                                                           |
|  |                                                                                         |
|  | \| \| †Euopodophis descouensi \| \| \| \| \| \| †Pachyrhachis problematicus \| \| \| \| |
|  |                                                                                         |
|  | †Euopodophis descouensi                                                                 |
|  |                                                                                         |
|  | †Pachyrhachis problematicus                                                             |
|  |                                                                                         |

|  | †Euopodophis descouensi     |
|  |                             |
|  | †Pachyrhachis problematicus |
|  |                             |

|  | †Haasiophis terrasanctus (en)                                                           |
|  |                                                                                         |
|  | \| \| †Euopodophis descouensi \| \| \| \| \| \| †Pachyrhachis problematicus \| \| \| \| |
|  |                                                                                         |
|  | †Euopodophis descouensi                                                                 |
|  |                                                                                         |
|  | †Pachyrhachis problematicus                                                             |
|  |                                                                                         |

|  | †Euopodophis descouensi     |
|  |                             |
|  | †Pachyrhachis problematicus |
|  |                             |

|  | †Haasiophis terrasanctus (en)                                                           |
|  |                                                                                         |
|  | \| \| †Euopodophis descouensi \| \| \| \| \| \| †Pachyrhachis problematicus \| \| \| \| |
|  |                                                                                         |
|  | †Euopodophis descouensi                                                                 |
|  |                                                                                         |
|  | †Pachyrhachis problematicus                                                             |
|  |                                                                                         |

|  | †Euopodophis descouensi     |
|  |                             |
|  | †Pachyrhachis problematicus |
|  |                             |

|  | †Haasiophis terrasanctus (en)                                                           |
|  |                                                                                         |
|  | \| \| †Euopodophis descouensi \| \| \| \| \| \| †Pachyrhachis problematicus \| \| \| \| |
|  |                                                                                         |
|  | †Euopodophis descouensi                                                                 |
|  |                                                                                         |
|  | †Pachyrhachis problematicus                                                             |
|  |                                                                                         |

|  | †Euopodophis descouensi     |
|  |                             |
|  | †Pachyrhachis problematicus |
|  |                             |

|  | †Haasiophis terrasanctus (en)                                                           |
|  |                                                                                         |
|  | \| \| †Euopodophis descouensi \| \| \| \| \| \| †Pachyrhachis problematicus \| \| \| \| |
|  |                                                                                         |
|  | †Euopodophis descouensi                                                                 |
|  |                                                                                         |
|  | †Pachyrhachis problematicus                                                             |
|  |                                                                                         |

|  | †Euopodophis descouensi     |
|  |                             |
|  | †Pachyrhachis problematicus |
|  |                             |

|  | †Haasiophis terrasanctus (en)                                                           |
|  |                                                                                         |
|  | \| \| †Euopodophis descouensi \| \| \| \| \| \| †Pachyrhachis problematicus \| \| \| \| |
|  |                                                                                         |
|  | †Euopodophis descouensi                                                                 |
|  |                                                                                         |
|  | †Pachyrhachis problematicus                                                             |
|  |                                                                                         |

|  | †Euopodophis descouensi     |
|  |                             |
|  | †Pachyrhachis problematicus |
|  |                             |

|  | †Haasiophis terrasanctus (en)                                                           |
|  |                                                                                         |
|  | \| \| †Euopodophis descouensi \| \| \| \| \| \| †Pachyrhachis problematicus \| \| \| \| |
|  |                                                                                         |
|  | †Euopodophis descouensi                                                                 |
|  |                                                                                         |
|  | †Pachyrhachis problematicus                                                             |
|  |                                                                                         |

|  | †Euopodophis descouensi     |
|  |                             |
|  | †Pachyrhachis problematicus |
|  |                             |

|  | †Haasiophis terrasanctus (en)                                                           |
|  |                                                                                         |
|  | \| \| †Euopodophis descouensi \| \| \| \| \| \| †Pachyrhachis problematicus \| \| \| \| |
|  |                                                                                         |
|  | †Euopodophis descouensi                                                                 |
|  |                                                                                         |
|  | †Pachyrhachis problematicus                                                             |
|  |                                                                                         |

|  | †Euopodophis descouensi     |
|  |                             |
|  | †Pachyrhachis problematicus |
|  |                             |

|  | †Haasiophis terrasanctus (en)                                                           |
|  |                                                                                         |
|  | \| \| †Euopodophis descouensi \| \| \| \| \| \| †Pachyrhachis problematicus \| \| \| \| |
|  |                                                                                         |
|  | †Euopodophis descouensi                                                                 |
|  |                                                                                         |
|  | †Pachyrhachis problematicus                                                             |
|  |                                                                                         |

|  | †Euopodophis descouensi     |
|  |                             |
|  | †Pachyrhachis problematicus |
|  |                             |

|  | †Haasiophis terrasanctus (en)                                                           |
|  |                                                                                         |
|  | \| \| †Euopodophis descouensi \| \| \| \| \| \| †Pachyrhachis problematicus \| \| \| \| |
|  |                                                                                         |
|  | †Euopodophis descouensi                                                                 |
|  |                                                                                         |
|  | †Pachyrhachis problematicus                                                             |
|  |                                                                                         |

|  | †Euopodophis descouensi     |
|  |                             |
|  | †Pachyrhachis problematicus |
|  |                             |

|  | †Haasiophis terrasanctus (en)                                                           |
|  |                                                                                         |
|  | \| \| †Euopodophis descouensi \| \| \| \| \| \| †Pachyrhachis problematicus \| \| \| \| |
|  |                                                                                         |
|  | †Euopodophis descouensi                                                                 |
|  |                                                                                         |
|  | †Pachyrhachis problematicus                                                             |
|  |                                                                                         |

|  | †Euopodophis descouensi     |
|  |                             |
|  | †Pachyrhachis problematicus |
|  |                             |

|  | †Haasiophis terrasanctus (en)                                                           |
|  |                                                                                         |
|  | \| \| †Euopodophis descouensi \| \| \| \| \| \| †Pachyrhachis problematicus \| \| \| \| |
|  |                                                                                         |
|  | †Euopodophis descouensi                                                                 |
|  |                                                                                         |
|  | †Pachyrhachis problematicus                                                             |
|  |                                                                                         |

|  | †Euopodophis descouensi     |
|  |                             |
|  | †Pachyrhachis problematicus |
|  |                             |

|  | †Haasiophis terrasanctus (en)                                                           |
|  |                                                                                         |
|  | \| \| †Euopodophis descouensi \| \| \| \| \| \| †Pachyrhachis problematicus \| \| \| \| |
|  |                                                                                         |
|  | †Euopodophis descouensi                                                                 |
|  |                                                                                         |
|  | †Pachyrhachis problematicus                                                             |
|  |                                                                                         |

|  | †Euopodophis descouensi     |
|  |                             |
|  | †Pachyrhachis problematicus |
|  |                             |

|  | †Haasiophis terrasanctus (en)                                                           |
|  |                                                                                         |
|  | \| \| †Euopodophis descouensi \| \| \| \| \| \| †Pachyrhachis problematicus \| \| \| \| |
|  |                                                                                         |
|  | †Euopodophis descouensi                                                                 |
|  |                                                                                         |
|  | †Pachyrhachis problematicus                                                             |
|  |                                                                                         |

|  | †Euopodophis descouensi     |
|  |                             |
|  | †Pachyrhachis problematicus |
|  |                             |

|  | †Haasiophis terrasanctus (en)                                                           |
|  |                                                                                         |
|  | \| \| †Euopodophis descouensi \| \| \| \| \| \| †Pachyrhachis problematicus \| \| \| \| |
|  |                                                                                         |
|  | †Euopodophis descouensi                                                                 |
|  |                                                                                         |
|  | †Pachyrhachis problematicus                                                             |
|  |                                                                                         |

|  | †Euopodophis descouensi     |
|  |                             |
|  | †Pachyrhachis problematicus |
|  |                             |

|  | †Haasiophis terrasanctus (en)                                                           |
|  |                                                                                         |
|  | \| \| †Euopodophis descouensi \| \| \| \| \| \| †Pachyrhachis problematicus \| \| \| \| |
|  |                                                                                         |
|  | †Euopodophis descouensi                                                                 |
|  |                                                                                         |
|  | †Pachyrhachis problematicus                                                             |
|  |                                                                                         |

|  | †Euopodophis descouensi     |
|  |                             |
|  | †Pachyrhachis problematicus |
|  |                             |

|  | †Haasiophis terrasanctus (en)                                                           |
|  |                                                                                         |
|  | \| \| †Euopodophis descouensi \| \| \| \| \| \| †Pachyrhachis problematicus \| \| \| \| |
|  |                                                                                         |
|  | †Euopodophis descouensi                                                                 |
|  |                                                                                         |
|  | †Pachyrhachis problematicus                                                             |
|  |                                                                                         |

|  | †Euopodophis descouensi     |
|  |                             |
|  | †Pachyrhachis problematicus |
|  |                             |

|  | †Haasiophis terrasanctus (en)                                                           |
|  |                                                                                         |
|  | \| \| †Euopodophis descouensi \| \| \| \| \| \| †Pachyrhachis problematicus \| \| \| \| |
|  |                                                                                         |
|  | †Euopodophis descouensi                                                                 |
|  |                                                                                         |
|  | †Pachyrhachis problematicus                                                             |
|  |                                                                                         |

|  | †Euopodophis descouensi     |
|  |                             |
|  | †Pachyrhachis problematicus |
|  |                             |

|  | †Tetrapodophis amplectus  |
|  |                           |
|  | †Coniophis precedens (de) |
|  |                           |

|  | †Haasiophis terrasanctus (en)                                                           |
|  |                                                                                         |
|  | \| \| †Euopodophis descouensi \| \| \| \| \| \| †Pachyrhachis problematicus \| \| \| \| |
|  |                                                                                         |
|  | †Euopodophis descouensi                                                                 |
|  |                                                                                         |
|  | †Pachyrhachis problematicus                                                             |
|  |                                                                                         |

|  | †Euopodophis descouensi     |
|  |                             |
|  | †Pachyrhachis problematicus |
|  |                             |

|  | †Haasiophis terrasanctus (en)                                                           |
|  |                                                                                         |
|  | \| \| †Euopodophis descouensi \| \| \| \| \| \| †Pachyrhachis problematicus \| \| \| \| |
|  |                                                                                         |
|  | †Euopodophis descouensi                                                                 |
|  |                                                                                         |
|  | †Pachyrhachis problematicus                                                             |
|  |                                                                                         |

|  | †Euopodophis descouensi     |
|  |                             |
|  | †Pachyrhachis problematicus |
|  |                             |

|  | †Haasiophis terrasanctus (en)                                                           |
|  |                                                                                         |
|  | \| \| †Euopodophis descouensi \| \| \| \| \| \| †Pachyrhachis problematicus \| \| \| \| |
|  |                                                                                         |
|  | †Euopodophis descouensi                                                                 |
|  |                                                                                         |
|  | †Pachyrhachis problematicus                                                             |
|  |                                                                                         |

|  | †Euopodophis descouensi     |
|  |                             |
|  | †Pachyrhachis problematicus |
|  |                             |

|  | †Haasiophis terrasanctus (en)                                                           |
|  |                                                                                         |
|  | \| \| †Euopodophis descouensi \| \| \| \| \| \| †Pachyrhachis problematicus \| \| \| \| |
|  |                                                                                         |
|  | †Euopodophis descouensi                                                                 |
|  |                                                                                         |
|  | †Pachyrhachis problematicus                                                             |
|  |                                                                                         |

|  | †Euopodophis descouensi     |
|  |                             |
|  | †Pachyrhachis problematicus |
|  |                             |

|  | †Haasiophis terrasanctus (en)                                                           |
|  |                                                                                         |
|  | \| \| †Euopodophis descouensi \| \| \| \| \| \| †Pachyrhachis problematicus \| \| \| \| |
|  |                                                                                         |
|  | †Euopodophis descouensi                                                                 |
|  |                                                                                         |
|  | †Pachyrhachis problematicus                                                             |
|  |                                                                                         |

|  | †Euopodophis descouensi     |
|  |                             |
|  | †Pachyrhachis problematicus |
|  |                             |

|  | †Haasiophis terrasanctus (en)                                                           |
|  |                                                                                         |
|  | \| \| †Euopodophis descouensi \| \| \| \| \| \| †Pachyrhachis problematicus \| \| \| \| |
|  |                                                                                         |
|  | †Euopodophis descouensi                                                                 |
|  |                                                                                         |
|  | †Pachyrhachis problematicus                                                             |
|  |                                                                                         |

|  | †Euopodophis descouensi     |
|  |                             |
|  | †Pachyrhachis problematicus |
|  |                             |

|  | †Haasiophis terrasanctus (en)                                                           |
|  |                                                                                         |
|  | \| \| †Euopodophis descouensi \| \| \| \| \| \| †Pachyrhachis problematicus \| \| \| \| |
|  |                                                                                         |
|  | †Euopodophis descouensi                                                                 |
|  |                                                                                         |
|  | †Pachyrhachis problematicus                                                             |
|  |                                                                                         |

|  | †Euopodophis descouensi     |
|  |                             |
|  | †Pachyrhachis problematicus |
|  |                             |

|  | †Haasiophis terrasanctus (en)                                                           |
|  |                                                                                         |
|  | \| \| †Euopodophis descouensi \| \| \| \| \| \| †Pachyrhachis problematicus \| \| \| \| |
|  |                                                                                         |
|  | †Euopodophis descouensi                                                                 |
|  |                                                                                         |
|  | †Pachyrhachis problematicus                                                             |
|  |                                                                                         |

|  | †Euopodophis descouensi     |
|  |                             |
|  | †Pachyrhachis problematicus |
|  |                             |

|  | †Haasiophis terrasanctus (en)                                                           |
|  |                                                                                         |
|  | \| \| †Euopodophis descouensi \| \| \| \| \| \| †Pachyrhachis problematicus \| \| \| \| |
|  |                                                                                         |
|  | †Euopodophis descouensi                                                                 |
|  |                                                                                         |
|  | †Pachyrhachis problematicus                                                             |
|  |                                                                                         |

|  | †Euopodophis descouensi     |
|  |                             |
|  | †Pachyrhachis problematicus |
|  |                             |

|  | †Haasiophis terrasanctus (en)                                                           |
|  |                                                                                         |
|  | \| \| †Euopodophis descouensi \| \| \| \| \| \| †Pachyrhachis problematicus \| \| \| \| |
|  |                                                                                         |
|  | †Euopodophis descouensi                                                                 |
|  |                                                                                         |
|  | †Pachyrhachis problematicus                                                             |
|  |                                                                                         |

|  | †Euopodophis descouensi     |
|  |                             |
|  | †Pachyrhachis problematicus |
|  |                             |

|  | †Haasiophis terrasanctus (en)                                                           |
|  |                                                                                         |
|  | \| \| †Euopodophis descouensi \| \| \| \| \| \| †Pachyrhachis problematicus \| \| \| \| |
|  |                                                                                         |
|  | †Euopodophis descouensi                                                                 |
|  |                                                                                         |
|  | †Pachyrhachis problematicus                                                             |
|  |                                                                                         |

|  | †Euopodophis descouensi     |
|  |                             |
|  | †Pachyrhachis problematicus |
|  |                             |

|  | †Haasiophis terrasanctus (en)                                                           |
|  |                                                                                         |
|  | \| \| †Euopodophis descouensi \| \| \| \| \| \| †Pachyrhachis problematicus \| \| \| \| |
|  |                                                                                         |
|  | †Euopodophis descouensi                                                                 |
|  |                                                                                         |
|  | †Pachyrhachis problematicus                                                             |
|  |                                                                                         |

|  | †Euopodophis descouensi     |
|  |                             |
|  | †Pachyrhachis problematicus |
|  |                             |

|  | †Haasiophis terrasanctus (en)                                                           |
|  |                                                                                         |
|  | \| \| †Euopodophis descouensi \| \| \| \| \| \| †Pachyrhachis problematicus \| \| \| \| |
|  |                                                                                         |
|  | †Euopodophis descouensi                                                                 |
|  |                                                                                         |
|  | †Pachyrhachis problematicus                                                             |
|  |                                                                                         |

|  | †Euopodophis descouensi     |
|  |                             |
|  | †Pachyrhachis problematicus |
|  |                             |

|  | †Haasiophis terrasanctus (en)                                                           |
|  |                                                                                         |
|  | \| \| †Euopodophis descouensi \| \| \| \| \| \| †Pachyrhachis problematicus \| \| \| \| |
|  |                                                                                         |
|  | †Euopodophis descouensi                                                                 |
|  |                                                                                         |
|  | †Pachyrhachis problematicus                                                             |
|  |                                                                                         |

|  | †Euopodophis descouensi     |
|  |                             |
|  | †Pachyrhachis problematicus |
|  |                             |

|  | †Haasiophis terrasanctus (en)                                                           |
|  |                                                                                         |
|  | \| \| †Euopodophis descouensi \| \| \| \| \| \| †Pachyrhachis problematicus \| \| \| \| |
|  |                                                                                         |
|  | †Euopodophis descouensi                                                                 |
|  |                                                                                         |
|  | †Pachyrhachis problematicus                                                             |
|  |                                                                                         |

|  | †Euopodophis descouensi     |
|  |                             |
|  | †Pachyrhachis problematicus |
|  |                             |

|  | †Haasiophis terrasanctus (en)                                                           |
|  |                                                                                         |
|  | \| \| †Euopodophis descouensi \| \| \| \| \| \| †Pachyrhachis problematicus \| \| \| \| |
|  |                                                                                         |
|  | †Euopodophis descouensi                                                                 |
|  |                                                                                         |
|  | †Pachyrhachis problematicus                                                             |
|  |                                                                                         |

|  | †Euopodophis descouensi     |
|  |                             |
|  | †Pachyrhachis problematicus |
|  |                             |

|  | †Haasiophis terrasanctus (en)                                                           |
|  |                                                                                         |
|  | \| \| †Euopodophis descouensi \| \| \| \| \| \| †Pachyrhachis problematicus \| \| \| \| |
|  |                                                                                         |
|  | †Euopodophis descouensi                                                                 |
|  |                                                                                         |
|  | †Pachyrhachis problematicus                                                             |
|  |                                                                                         |

|  | †Euopodophis descouensi     |
|  |                             |
|  | †Pachyrhachis problematicus |
|  |                             |

|  | †Haasiophis terrasanctus (en)                                                           |
|  |                                                                                         |
|  | \| \| †Euopodophis descouensi \| \| \| \| \| \| †Pachyrhachis problematicus \| \| \| \| |
|  |                                                                                         |
|  | †Euopodophis descouensi                                                                 |
|  |                                                                                         |
|  | †Pachyrhachis problematicus                                                             |
|  |                                                                                         |

|  | †Euopodophis descouensi     |
|  |                             |
|  | †Pachyrhachis problematicus |
|  |                             |

|  | †Haasiophis terrasanctus (en)                                                           |
|  |                                                                                         |
|  | \| \| †Euopodophis descouensi \| \| \| \| \| \| †Pachyrhachis problematicus \| \| \| \| |
|  |                                                                                         |
|  | †Euopodophis descouensi                                                                 |
|  |                                                                                         |
|  | †Pachyrhachis problematicus                                                             |
|  |                                                                                         |

|  | †Euopodophis descouensi     |
|  |                             |
|  | †Pachyrhachis problematicus |
|  |                             |

|  | †Haasiophis terrasanctus (en)                                                           |
|  |                                                                                         |
|  | \| \| †Euopodophis descouensi \| \| \| \| \| \| †Pachyrhachis problematicus \| \| \| \| |
|  |                                                                                         |
|  | †Euopodophis descouensi                                                                 |
|  |                                                                                         |
|  | †Pachyrhachis problematicus                                                             |
|  |                                                                                         |

|  | †Euopodophis descouensi     |
|  |                             |
|  | †Pachyrhachis problematicus |
|  |                             |

|  | †Haasiophis terrasanctus (en)                                                           |
|  |                                                                                         |
|  | \| \| †Euopodophis descouensi \| \| \| \| \| \| †Pachyrhachis problematicus \| \| \| \| |
|  |                                                                                         |
|  | †Euopodophis descouensi                                                                 |
|  |                                                                                         |
|  | †Pachyrhachis problematicus                                                             |
|  |                                                                                         |

|  | †Euopodophis descouensi     |
|  |                             |
|  | †Pachyrhachis problematicus |
|  |                             |

|  | †Haasiophis terrasanctus (en)                                                           |
|  |                                                                                         |
|  | \| \| †Euopodophis descouensi \| \| \| \| \| \| †Pachyrhachis problematicus \| \| \| \| |
|  |                                                                                         |
|  | †Euopodophis descouensi                                                                 |
|  |                                                                                         |
|  | †Pachyrhachis problematicus                                                             |
|  |                                                                                         |

|  | †Euopodophis descouensi     |
|  |                             |
|  | †Pachyrhachis problematicus |
|  |                             |

|  | †Haasiophis terrasanctus (en)                                                           |
|  |                                                                                         |
|  | \| \| †Euopodophis descouensi \| \| \| \| \| \| †Pachyrhachis problematicus \| \| \| \| |
|  |                                                                                         |
|  | †Euopodophis descouensi                                                                 |
|  |                                                                                         |
|  | †Pachyrhachis problematicus                                                             |
|  |                                                                                         |

|  | †Euopodophis descouensi     |
|  |                             |
|  | †Pachyrhachis problematicus |
|  |                             |

|  | †Haasiophis terrasanctus (en)                                                           |
|  |                                                                                         |
|  | \| \| †Euopodophis descouensi \| \| \| \| \| \| †Pachyrhachis problematicus \| \| \| \| |
|  |                                                                                         |
|  | †Euopodophis descouensi                                                                 |
|  |                                                                                         |
|  | †Pachyrhachis problematicus                                                             |
|  |                                                                                         |

|  | †Euopodophis descouensi     |
|  |                             |
|  | †Pachyrhachis problematicus |
|  |                             |

|  | †Haasiophis terrasanctus (en)                                                           |
|  |                                                                                         |
|  | \| \| †Euopodophis descouensi \| \| \| \| \| \| †Pachyrhachis problematicus \| \| \| \| |
|  |                                                                                         |
|  | †Euopodophis descouensi                                                                 |
|  |                                                                                         |
|  | †Pachyrhachis problematicus                                                             |
|  |                                                                                         |

|  | †Euopodophis descouensi     |
|  |                             |
|  | †Pachyrhachis problematicus |
|  |                             |

|  | †Haasiophis terrasanctus (en)                                                           |
|  |                                                                                         |
|  | \| \| †Euopodophis descouensi \| \| \| \| \| \| †Pachyrhachis problematicus \| \| \| \| |
|  |                                                                                         |
|  | †Euopodophis descouensi                                                                 |
|  |                                                                                         |
|  | †Pachyrhachis problematicus                                                             |
|  |                                                                                         |

|  | †Euopodophis descouensi     |
|  |                             |
|  | †Pachyrhachis problematicus |
|  |                             |

|  | †Haasiophis terrasanctus (en)                                                           |
|  |                                                                                         |
|  | \| \| †Euopodophis descouensi \| \| \| \| \| \| †Pachyrhachis problematicus \| \| \| \| |
|  |                                                                                         |
|  | †Euopodophis descouensi                                                                 |
|  |                                                                                         |
|  | †Pachyrhachis problematicus                                                             |
|  |                                                                                         |

|  | †Euopodophis descouensi     |
|  |                             |
|  | †Pachyrhachis problematicus |
|  |                             |

|  | †Haasiophis terrasanctus (en)                                                           |
|  |                                                                                         |
|  | \| \| †Euopodophis descouensi \| \| \| \| \| \| †Pachyrhachis problematicus \| \| \| \| |
|  |                                                                                         |
|  | †Euopodophis descouensi                                                                 |
|  |                                                                                         |
|  | †Pachyrhachis problematicus                                                             |
|  |                                                                                         |

|  | †Euopodophis descouensi     |
|  |                             |
|  | †Pachyrhachis problematicus |
|  |                             |

|  | †Haasiophis terrasanctus (en)                                                           |
|  |                                                                                         |
|  | \| \| †Euopodophis descouensi \| \| \| \| \| \| †Pachyrhachis problematicus \| \| \| \| |
|  |                                                                                         |
|  | †Euopodophis descouensi                                                                 |
|  |                                                                                         |
|  | †Pachyrhachis problematicus                                                             |
|  |                                                                                         |

|  | †Euopodophis descouensi     |
|  |                             |
|  | †Pachyrhachis problematicus |
|  |                             |

|  | †Haasiophis terrasanctus (en)                                                           |
|  |                                                                                         |
|  | \| \| †Euopodophis descouensi \| \| \| \| \| \| †Pachyrhachis problematicus \| \| \| \| |
|  |                                                                                         |
|  | †Euopodophis descouensi                                                                 |
|  |                                                                                         |
|  | †Pachyrhachis problematicus                                                             |
|  |                                                                                         |

|  | †Euopodophis descouensi     |
|  |                             |
|  | †Pachyrhachis problematicus |
|  |                             |

|  | †Haasiophis terrasanctus (en)                                                           |
|  |                                                                                         |
|  | \| \| †Euopodophis descouensi \| \| \| \| \| \| †Pachyrhachis problematicus \| \| \| \| |
|  |                                                                                         |
|  | †Euopodophis descouensi                                                                 |
|  |                                                                                         |
|  | †Pachyrhachis problematicus                                                             |
|  |                                                                                         |

|  | †Euopodophis descouensi     |
|  |                             |
|  | †Pachyrhachis problematicus |
|  |                             |

|  | †Haasiophis terrasanctus (en)                                                           |
|  |                                                                                         |
|  | \| \| †Euopodophis descouensi \| \| \| \| \| \| †Pachyrhachis problematicus \| \| \| \| |
|  |                                                                                         |
|  | †Euopodophis descouensi                                                                 |
|  |                                                                                         |
|  | †Pachyrhachis problematicus                                                             |
|  |                                                                                         |

|  | †Euopodophis descouensi     |
|  |                             |
|  | †Pachyrhachis problematicus |
|  |                             |

|  | †Tetrapodophis amplectus  |
|  |                           |
|  | †Coniophis precedens (de) |
|  |                           |

|  | †Haasiophis terrasanctus (en)                                                           |
|  |                                                                                         |
|  | \| \| †Euopodophis descouensi \| \| \| \| \| \| †Pachyrhachis problematicus \| \| \| \| |
|  |                                                                                         |
|  | †Euopodophis descouensi                                                                 |
|  |                                                                                         |
|  | †Pachyrhachis problematicus                                                             |
|  |                                                                                         |

|  | †Euopodophis descouensi     |
|  |                             |
|  | †Pachyrhachis problematicus |
|  |                             |

|  | †Haasiophis terrasanctus (en)                                                           |
|  |                                                                                         |
|  | \| \| †Euopodophis descouensi \| \| \| \| \| \| †Pachyrhachis problematicus \| \| \| \| |
|  |                                                                                         |
|  | †Euopodophis descouensi                                                                 |
|  |                                                                                         |
|  | †Pachyrhachis problematicus                                                             |
|  |                                                                                         |

|  | †Euopodophis descouensi     |
|  |                             |
|  | †Pachyrhachis problematicus |
|  |                             |

|  | †Haasiophis terrasanctus (en)                                                           |
|  |                                                                                         |
|  | \| \| †Euopodophis descouensi \| \| \| \| \| \| †Pachyrhachis problematicus \| \| \| \| |
|  |                                                                                         |
|  | †Euopodophis descouensi                                                                 |
|  |                                                                                         |
|  | †Pachyrhachis problematicus                                                             |
|  |                                                                                         |

|  | †Euopodophis descouensi     |
|  |                             |
|  | †Pachyrhachis problematicus |
|  |                             |

|  | †Haasiophis terrasanctus (en)                                                           |
|  |                                                                                         |
|  | \| \| †Euopodophis descouensi \| \| \| \| \| \| †Pachyrhachis problematicus \| \| \| \| |
|  |                                                                                         |
|  | †Euopodophis descouensi                                                                 |
|  |                                                                                         |
|  | †Pachyrhachis problematicus                                                             |
|  |                                                                                         |

|  | †Euopodophis descouensi     |
|  |                             |
|  | †Pachyrhachis problematicus |
|  |                             |

|  | †Haasiophis terrasanctus (en)                                                           |
|  |                                                                                         |
|  | \| \| †Euopodophis descouensi \| \| \| \| \| \| †Pachyrhachis problematicus \| \| \| \| |
|  |                                                                                         |
|  | †Euopodophis descouensi                                                                 |
|  |                                                                                         |
|  | †Pachyrhachis problematicus                                                             |
|  |                                                                                         |

|  | †Euopodophis descouensi     |
|  |                             |
|  | †Pachyrhachis problematicus |
|  |                             |

|  | †Haasiophis terrasanctus (en)                                                           |
|  |                                                                                         |
|  | \| \| †Euopodophis descouensi \| \| \| \| \| \| †Pachyrhachis problematicus \| \| \| \| |
|  |                                                                                         |
|  | †Euopodophis descouensi                                                                 |
|  |                                                                                         |
|  | †Pachyrhachis problematicus                                                             |
|  |                                                                                         |

|  | †Euopodophis descouensi     |
|  |                             |
|  | †Pachyrhachis problematicus |
|  |                             |

|  | †Haasiophis terrasanctus (en)                                                           |
|  |                                                                                         |
|  | \| \| †Euopodophis descouensi \| \| \| \| \| \| †Pachyrhachis problematicus \| \| \| \| |
|  |                                                                                         |
|  | †Euopodophis descouensi                                                                 |
|  |                                                                                         |
|  | †Pachyrhachis problematicus                                                             |
|  |                                                                                         |

|  | †Euopodophis descouensi     |
|  |                             |
|  | †Pachyrhachis problematicus |
|  |                             |

|  | †Haasiophis terrasanctus (en)                                                           |
|  |                                                                                         |
|  | \| \| †Euopodophis descouensi \| \| \| \| \| \| †Pachyrhachis problematicus \| \| \| \| |
|  |                                                                                         |
|  | †Euopodophis descouensi                                                                 |
|  |                                                                                         |
|  | †Pachyrhachis problematicus                                                             |
|  |                                                                                         |

|  | †Euopodophis descouensi     |
|  |                             |
|  | †Pachyrhachis problematicus |
|  |                             |

|  | †Haasiophis terrasanctus (en)                                                           |
|  |                                                                                         |
|  | \| \| †Euopodophis descouensi \| \| \| \| \| \| †Pachyrhachis problematicus \| \| \| \| |
|  |                                                                                         |
|  | †Euopodophis descouensi                                                                 |
|  |                                                                                         |
|  | †Pachyrhachis problematicus                                                             |
|  |                                                                                         |

|  | †Euopodophis descouensi     |
|  |                             |
|  | †Pachyrhachis problematicus |
|  |                             |

|  | †Haasiophis terrasanctus (en)                                                           |
|  |                                                                                         |
|  | \| \| †Euopodophis descouensi \| \| \| \| \| \| †Pachyrhachis problematicus \| \| \| \| |
|  |                                                                                         |
|  | †Euopodophis descouensi                                                                 |
|  |                                                                                         |
|  | †Pachyrhachis problematicus                                                             |
|  |                                                                                         |

|  | †Euopodophis descouensi     |
|  |                             |
|  | †Pachyrhachis problematicus |
|  |                             |

|  | †Haasiophis terrasanctus (en)                                                           |
|  |                                                                                         |
|  | \| \| †Euopodophis descouensi \| \| \| \| \| \| †Pachyrhachis problematicus \| \| \| \| |
|  |                                                                                         |
|  | †Euopodophis descouensi                                                                 |
|  |                                                                                         |
|  | †Pachyrhachis problematicus                                                             |
|  |                                                                                         |

|  | †Euopodophis descouensi     |
|  |                             |
|  | †Pachyrhachis problematicus |
|  |                             |

|  | †Haasiophis terrasanctus (en)                                                           |
|  |                                                                                         |
|  | \| \| †Euopodophis descouensi \| \| \| \| \| \| †Pachyrhachis problematicus \| \| \| \| |
|  |                                                                                         |
|  | †Euopodophis descouensi                                                                 |
|  |                                                                                         |
|  | †Pachyrhachis problematicus                                                             |
|  |                                                                                         |

|  | †Euopodophis descouensi     |
|  |                             |
|  | †Pachyrhachis problematicus |
|  |                             |

|  | †Haasiophis terrasanctus (en)                                                           |
|  |                                                                                         |
|  | \| \| †Euopodophis descouensi \| \| \| \| \| \| †Pachyrhachis problematicus \| \| \| \| |
|  |                                                                                         |
|  | †Euopodophis descouensi                                                                 |
|  |                                                                                         |
|  | †Pachyrhachis problematicus                                                             |
|  |                                                                                         |

|  | †Euopodophis descouensi     |
|  |                             |
|  | †Pachyrhachis problematicus |
|  |                             |

|  | †Haasiophis terrasanctus (en)                                                           |
|  |                                                                                         |
|  | \| \| †Euopodophis descouensi \| \| \| \| \| \| †Pachyrhachis problematicus \| \| \| \| |
|  |                                                                                         |
|  | †Euopodophis descouensi                                                                 |
|  |                                                                                         |
|  | †Pachyrhachis problematicus                                                             |
|  |                                                                                         |

|  | †Euopodophis descouensi     |
|  |                             |
|  | †Pachyrhachis problematicus |
|  |                             |

|  | †Haasiophis terrasanctus (en)                                                           |
|  |                                                                                         |
|  | \| \| †Euopodophis descouensi \| \| \| \| \| \| †Pachyrhachis problematicus \| \| \| \| |
|  |                                                                                         |
|  | †Euopodophis descouensi                                                                 |
|  |                                                                                         |
|  | †Pachyrhachis problematicus                                                             |
|  |                                                                                         |

|  | †Euopodophis descouensi     |
|  |                             |
|  | †Pachyrhachis problematicus |
|  |                             |

|  | †Haasiophis terrasanctus (en)                                                           |
|  |                                                                                         |
|  | \| \| †Euopodophis descouensi \| \| \| \| \| \| †Pachyrhachis problematicus \| \| \| \| |
|  |                                                                                         |
|  | †Euopodophis descouensi                                                                 |
|  |                                                                                         |
|  | †Pachyrhachis problematicus                                                             |
|  |                                                                                         |

|  | †Euopodophis descouensi     |
|  |                             |
|  | †Pachyrhachis problematicus |
|  |                             |

|  | †Haasiophis terrasanctus (en)                                                           |
|  |                                                                                         |
|  | \| \| †Euopodophis descouensi \| \| \| \| \| \| †Pachyrhachis problematicus \| \| \| \| |
|  |                                                                                         |
|  | †Euopodophis descouensi                                                                 |
|  |                                                                                         |
|  | †Pachyrhachis problematicus                                                             |
|  |                                                                                         |

|  | †Euopodophis descouensi     |
|  |                             |
|  | †Pachyrhachis problematicus |
|  |                             |

|  | †Haasiophis terrasanctus (en)                                                           |
|  |                                                                                         |
|  | \| \| †Euopodophis descouensi \| \| \| \| \| \| †Pachyrhachis problematicus \| \| \| \| |
|  |                                                                                         |
|  | †Euopodophis descouensi                                                                 |
|  |                                                                                         |
|  | †Pachyrhachis problematicus                                                             |
|  |                                                                                         |

|  | †Euopodophis descouensi     |
|  |                             |
|  | †Pachyrhachis problematicus |
|  |                             |

|  | †Haasiophis terrasanctus (en)                                                           |
|  |                                                                                         |
|  | \| \| †Euopodophis descouensi \| \| \| \| \| \| †Pachyrhachis problematicus \| \| \| \| |
|  |                                                                                         |
|  | †Euopodophis descouensi                                                                 |
|  |                                                                                         |
|  | †Pachyrhachis problematicus                                                             |
|  |                                                                                         |

|  | †Euopodophis descouensi     |
|  |                             |
|  | †Pachyrhachis problematicus |
|  |                             |

|  | †Haasiophis terrasanctus (en)                                                           |
|  |                                                                                         |
|  | \| \| †Euopodophis descouensi \| \| \| \| \| \| †Pachyrhachis problematicus \| \| \| \| |
|  |                                                                                         |
|  | †Euopodophis descouensi                                                                 |
|  |                                                                                         |
|  | †Pachyrhachis problematicus                                                             |
|  |                                                                                         |

|  | †Euopodophis descouensi     |
|  |                             |
|  | †Pachyrhachis problematicus |
|  |                             |

|  | †Haasiophis terrasanctus (en)                                                           |
|  |                                                                                         |
|  | \| \| †Euopodophis descouensi \| \| \| \| \| \| †Pachyrhachis problematicus \| \| \| \| |
|  |                                                                                         |
|  | †Euopodophis descouensi                                                                 |
|  |                                                                                         |
|  | †Pachyrhachis problematicus                                                             |
|  |                                                                                         |

|  | †Euopodophis descouensi     |
|  |                             |
|  | †Pachyrhachis problematicus |
|  |                             |

|  | †Haasiophis terrasanctus (en)                                                           |
|  |                                                                                         |
|  | \| \| †Euopodophis descouensi \| \| \| \| \| \| †Pachyrhachis problematicus \| \| \| \| |
|  |                                                                                         |
|  | †Euopodophis descouensi                                                                 |
|  |                                                                                         |
|  | †Pachyrhachis problematicus                                                             |
|  |                                                                                         |

|  | †Euopodophis descouensi     |
|  |                             |
|  | †Pachyrhachis problematicus |
|  |                             |

|  | †Haasiophis terrasanctus (en)                                                           |
|  |                                                                                         |
|  | \| \| †Euopodophis descouensi \| \| \| \| \| \| †Pachyrhachis problematicus \| \| \| \| |
|  |                                                                                         |
|  | †Euopodophis descouensi                                                                 |
|  |                                                                                         |
|  | †Pachyrhachis problematicus                                                             |
|  |                                                                                         |

|  | †Euopodophis descouensi     |
|  |                             |
|  | †Pachyrhachis problematicus |
|  |                             |

|  | †Haasiophis terrasanctus (en)                                                           |
|  |                                                                                         |
|  | \| \| †Euopodophis descouensi \| \| \| \| \| \| †Pachyrhachis problematicus \| \| \| \| |
|  |                                                                                         |
|  | †Euopodophis descouensi                                                                 |
|  |                                                                                         |
|  | †Pachyrhachis problematicus                                                             |
|  |                                                                                         |

|  | †Euopodophis descouensi     |
|  |                             |
|  | †Pachyrhachis problematicus |
|  |                             |

|  | †Haasiophis terrasanctus (en)                                                           |
|  |                                                                                         |
|  | \| \| †Euopodophis descouensi \| \| \| \| \| \| †Pachyrhachis problematicus \| \| \| \| |
|  |                                                                                         |
|  | †Euopodophis descouensi                                                                 |
|  |                                                                                         |
|  | †Pachyrhachis problematicus                                                             |
|  |                                                                                         |

|  | †Euopodophis descouensi     |
|  |                             |
|  | †Pachyrhachis problematicus |
|  |                             |

|  | †Haasiophis terrasanctus (en)                                                           |
|  |                                                                                         |
|  | \| \| †Euopodophis descouensi \| \| \| \| \| \| †Pachyrhachis problematicus \| \| \| \| |
|  |                                                                                         |
|  | †Euopodophis descouensi                                                                 |
|  |                                                                                         |
|  | †Pachyrhachis problematicus                                                             |
|  |                                                                                         |

|  | †Euopodophis descouensi     |
|  |                             |
|  | †Pachyrhachis problematicus |
|  |                             |

|  | †Haasiophis terrasanctus (en)                                                           |
|  |                                                                                         |
|  | \| \| †Euopodophis descouensi \| \| \| \| \| \| †Pachyrhachis problematicus \| \| \| \| |
|  |                                                                                         |
|  | †Euopodophis descouensi                                                                 |
|  |                                                                                         |
|  | †Pachyrhachis problematicus                                                             |
|  |                                                                                         |

|  | †Euopodophis descouensi     |
|  |                             |
|  | †Pachyrhachis problematicus |
|  |                             |

|  | †Haasiophis terrasanctus (en)                                                           |
|  |                                                                                         |
|  | \| \| †Euopodophis descouensi \| \| \| \| \| \| †Pachyrhachis problematicus \| \| \| \| |
|  |                                                                                         |
|  | †Euopodophis descouensi                                                                 |
|  |                                                                                         |
|  | †Pachyrhachis problematicus                                                             |
|  |                                                                                         |

|  | †Euopodophis descouensi     |
|  |                             |
|  | †Pachyrhachis problematicus |
|  |                             |

|  | †Haasiophis terrasanctus (en)                                                           |
|  |                                                                                         |
|  | \| \| †Euopodophis descouensi \| \| \| \| \| \| †Pachyrhachis problematicus \| \| \| \| |
|  |                                                                                         |
|  | †Euopodophis descouensi                                                                 |
|  |                                                                                         |
|  | †Pachyrhachis problematicus                                                             |
|  |                                                                                         |

|  | †Euopodophis descouensi     |
|  |                             |
|  | †Pachyrhachis problematicus |
|  |                             |

|  | †Haasiophis terrasanctus (en)                                                           |
|  |                                                                                         |
|  | \| \| †Euopodophis descouensi \| \| \| \| \| \| †Pachyrhachis problematicus \| \| \| \| |
|  |                                                                                         |
|  | †Euopodophis descouensi                                                                 |
|  |                                                                                         |
|  | †Pachyrhachis problematicus                                                             |
|  |                                                                                         |

|  | †Euopodophis descouensi     |
|  |                             |
|  | †Pachyrhachis problematicus |
|  |                             |

|  | †Haasiophis terrasanctus (en)                                                           |
|  |                                                                                         |
|  | \| \| †Euopodophis descouensi \| \| \| \| \| \| †Pachyrhachis problematicus \| \| \| \| |
|  |                                                                                         |
|  | †Euopodophis descouensi                                                                 |
|  |                                                                                         |
|  | †Pachyrhachis problematicus                                                             |
|  |                                                                                         |

|  | †Euopodophis descouensi     |
|  |                             |
|  | †Pachyrhachis problematicus |
|  |                             |

|  | †Haasiophis terrasanctus (en)                                                           |
|  |                                                                                         |
|  | \| \| †Euopodophis descouensi \| \| \| \| \| \| †Pachyrhachis problematicus \| \| \| \| |
|  |                                                                                         |
|  | †Euopodophis descouensi                                                                 |
|  |                                                                                         |
|  | †Pachyrhachis problematicus                                                             |
|  |                                                                                         |

|  | †Euopodophis descouensi     |
|  |                             |
|  | †Pachyrhachis problematicus |
|  |                             |

## Débat sur l'attribution deTetrapodophisau groupe des serpents
Dès 2016, Caldwell et al. remettent en cause, à la fois le fait que Tetrapodophis amplectussoit un serpent primitif, et qu'il soit adapté à l'enfouissement, dans un article au titre explicite : « Tetrapodophis amplectus n'est pas un serpent ».
Caldwell et al. le considèrent comme un probable squamate de la famille des  dolichosauridés.